# Evropský týden udržitelného rozvoje
Evropský týden udržitelného rozvoje – ETUR (anglicky European Sustainable Development Week – ESDW) je pravidelnou akcí, jež se koná v rámci jednotlivých regionů (států) Evropské unie a zviditelňuje projekty a aktivity různých organizací, které propagují udržitelný rozvoj (jeho premisy, zásady a principy). Od roku 2015 se koná každoročně i v České republice.
Týden ze zrodil z pravidelných zastřešujících iniciativ, týdnů udržitelného rozvoje, které se konaly v Německu, Francii a Rakousku a posléze pak inspirovaly nové iniciativy napříč jednotlivými členskými státy. Myšlenka na celoevropský týden udržitelného rozvoje byla představena ministry životního prostředí Francie, Německa a Rakouska na zasedání Rady pro životní prostředí 28. října 2014. Účelem bylo sjednotit stávající projekty do jednoho a inspirovat podobné aktivity v dalších státech Evropské unie. Projekt je podporovaný Evropskou sítí udržitelného rozvoje.
V roce 2015 se Evropský týden udržitelného rozvoje uskutečnil napříč celou Evropou ve dnech 30. května – 5. června. Celkem se do něj zapojilo 29 zemí a uskutečnilo se 3690 akcí. V tomto roce se poprvé uskutečnil i v České republice. V jeho rámci se uskutečnilo několik desítek akcí v různých regionech.  Byl zahájen přednáškou Švédsko a udržitelný rozvoj — od vize k realitě a následnou debatou nad problematikou udržitelného rozvoje, pořádanou Radou vlády pro udržitelný rozvoj ve spolupráci s Centrem pro otázky životního prostředí Univerzity Karlovy a Velvyslanectvím Švédského království v Praze. Hlavním řečníkem na ní byl švédský expert na otázky životního prostředí prof. Lars-Erik Liljelund. Úvodní slovo zde pronesl známý český biolog Jan Frouz, ředitel Centra pro otázky životního prostředí, problematiku komentoval Vladimír Špidla, šéfporadce předsedy vlády ČR Bohuslava Sobotky, debatu moderovala Anna Kárníková, tajemnice Rady vlády pro udržitelný rozvoj. V rámci ETURu se také v pražském Černínském paláci konala konference 70. let v OSN: Udržitelný rozvoj jako výzva a příležitost, již zahájil premiér Bohuslav Sobotka. Celkem v České republice proběhlo 92 akcí a stala se tak nejúspěšnější zemí, co do počtu pořádaných akcí, v rámci nově pořádajících zemí. První ročník se tedy setkal se značným úspěch a počtem aktivit se zařadil mezi největší v Evropě – po Francii, Německu a Rakousku. V České republice nad projektem převzal záštitu Úřad vlády České republiky a koordinuje jej prostřednictvím Oddělení pro udržitelný rozvoj.

Logo Cílů udržitelného rozvoje

V roce 2016 se uskutečnil opět mezi 30. květnem – 5. červnem v různých regionech České republiky. Seznam akcí, které se v tomto období uskutečnily je uveden na oficiálních stránkách ETUR. Nad akcí převzal záštitu premiér a předseda Rady vlády pro udržitelný rozvoj Bohuslav Sobotka. Česká republika se opět zařadila mezi země s největším počtem aktivit. V jeho rámci proběhly akce napříč republikou zaměřené na různé aspekty udržitelného rozvoje, např. debata o nových možnostech ve vzdělávání s názvem Vzdělávání 4.0 – start musí být na základní škole; festival zaměřený na životní prostředí Greenfest Ekofestival Liberec; výstava „Jak uchovat naši krajinu pro další generace“, jež chce poukázat na palčivá místa našeho vztahu ke krajině a hospodaření v ní, a řada dalších. Jednotlivé akce byly v roce 2016 rozděleny navíc i tematicky podle Cílů udržitelného rozvoje.
V roce 2017 se ke třetímu ročníku Evropského týdne udržitelného rozvoje připojilo rekordních 140 akcí. Tím se Česko stalo po Německu a Rakousku třetí nejaktivnější zemí v celé Evropě. V rámci Evropského týdne udržitelného rozvoje mohli zájemci například navštívit ekologický festival Greenfest v Libereci, vydat se s průvodcem za prameny Adršpašských skal, nebo se podívat do jedné ze solárních elektráren, které pro veřejnost otevřou členové Solární asociace.
Další aktivity v rámci Evropského týdne udržitelného rozvoje se konaly v Krkonošském národním parku a Národním parku Šumava  nebo v řadě geoparků. Množství akcí po celém Česku pořádala Národní síť zdravých měst, například den udržitelného rozvoje v Bohumíně. Firma Veolia zpřístupnila návštěvníkům Vodní dům, návštěvnické středisko evropsky významné lokality Želivka.  

### Články zmiňující Evropský týden udržitelného rozvoje
- OSN má stále smysl 3.6.2015 Haló noviny. str. 03, Z domova
- Růst a dojit 3.6.2015 Lidové noviny. str. 01. Titulní strana ZBYNĚK PETRÁČEK
- Zaorálek: OSN je nenahraditelná 3.6.2015. Právo str. 03. Zpravodajství
- Cesta za tichou a čistou budoucností na kolech elektromobilů 3.6.2015. Technik. str. 14. Elektromobilita IVANA STRASMAJEROVÁ
- Konference k 70 letům od založení OSN 2.6.2015 ČT 1. str. 05.  12:00 Zprávy ve 12
- OSN je nenahraditelná, soudí Zaorálek a ocenil ji za lidská práva 2.6.2015. denik.cz.  str. 00. Z domova
- Rodiny se mohou podívat na farmu 2.6.2015. Jihlavský deník str. 03. Zpravodajství
- Žádná země není ostrovem sama pro sebe, prohlásil Sobotka na konferenci o OSN. 2.6.2015	novinky.cz. str. 00 Domácí
- Zaorálek: OSN je nenahraditelná platforma pro nalézání shody 2.6.2015 tyden.cz str. 00 Domácí
- Mají potřetí titul EKOŠKOLA 2.6.2015	REGION OPAVSKO. str. 04. Zpravodajství
- Promítání s ochutnávkou v Brtnici 1.6.2015. Jihlavský deník str. 03. Zpravodajství
- Předseda vlády Sobotka zahájí konferenci 70. let v OSN: Udržitelný rozvoj jako výzva a příležitost 30.5.2015. parlamentnilisty.cz. str. 00. Tiskové zprávy
- Již v sobotu začne Evropský týden udržitelného rozvoje 29.5.2015. parlamentnilisty.cz. str. 00. Tiskové zprávy
- Evropský týden udržitelného rozvoje Archivováno 13. 8. 2016 na Wayback Machine.. prumyslovakologie.cz
- Evropský týden udržitelného rozvoje 2016. adam.cz